# Солигаличский уезд
Солига́личский уезд — административно-территориальная единица в составе Костромского наместничества и Костромской губернии, существовавшая в 1778—1929 годах. Уездный город — Солигалич. Сейчас — Солигаличский район Костромской области.

## География
Уезд располагался на северо-западе Костромской губернии, граничил с Вологодской губернией. Площадь уезда составляла 3 824,9 верст² (4 353 км²) в 1897 году, 3 994 км² — в 1926 году.
Значительное пространство уезда было покрыто лесом, который, по словам авторов энциклопедического словаря Брокгауза и Ефрона, эксплуатировался хищническим образом. В 1896 г. насчитывалось 49983 десятин строевого и 167228 десятин дровяного леса (сюда не вошли молодняки, гари и вырубки). Главные лесные породы — ель, сосна и берёза. Более всего было лесов у частных владельцев (строевого 31385 десятин и дровяного 109170 десятин). У крестьян было надельного леса строевого 1158 дес. и дровяного 28202 дес.

## История
Солигаличский уезд в составе Костромского наместничества был образован в 1778 году в ходе административной реформы Екатерины II. С 1796 года в составе Костромской губернии.
14 января 1929 года Костромская губерния и все её уезды были упразднены, большая часть Солигаличского уезда вошла в состав Солигаличского района Костромского округа Ивановской Промышленной области.

## Административное устройство
По данным на конец 1860-х гг., в уезде было 810 отдельных населённых мест: помимо уездного центра, было 709 крестьянских селений, 138 частновладельческих усадеб, 36 церковных погостов, 1 почтовая станция, 2 фабрики. Среднее количество жителей на одно населённое место — 59.
В 1890 году в состав уезда входило 13 волостей
| № п/п | Волость             | Волостное правление | Число селений | Население |
| ----- | ------------------- | ------------------- | ------------- | --------- |
| 1     | Верховская          | д. Марково          | 38            | 3190      |
| 2     | Вершковская         | ус. Песочная        | 47            | 3134      |
| 3     | Георгиевская        | д. Палачево         | 71            | 4856      |
| 4     | Гнездниковская      | с. Гнездниково      | 118           | 5325      |
| 5     | Зашугомская         | д. Колесниково      | 39            | 4817      |
| 6     | Корцовская          | д. Мотовилово       | 97            | 5203      |
| 7     | Костромская         | ус. Билибина        | 114           | 5827      |
| 8     | Лосевская           | д. Балино           | 46            | 1731      |
| 9     | Нероновская         | с. Нероново         | 57            | 2547      |
| 10    | Нольско-Березовская | д. Ладыгино         | 96            | 4076      |
| 11    | Плещеевская         | д. Хорошево         | 63            | 3608      |
| 12    | Тормановская        | д. Монсаково        | 59            | 3244      |
| 13    | Чудцовская          | д. Печенга          | 40            | 4904      |

В 1913 году в уезде было 13 волостей: упразднена Лосевская волость, образована Великовская (д. Васильево).

## Население
К концу 1850-х гг. (перед отменой крепостного права) общее население уезда составляло 52758 человек, в уезде проживало 694 потомственных (309 мужчин, 385 женщин) и 26 личных (10 мужчин, 16 женщин) дворян, в Солигаличе 60 потомственных (33 мужчины, 27 женщин) и 41 личный (24 мужчины, 17 женщин) дворянин. В этот же период белое духовенство в уезде насчитывало 739 человек (385 мужчин, 354 женщины), в Солигаличе 198 человек (93 мужчины, 105 женщин). Купеческое сословие в уезде насчитывало 10 человек (4 мужчины, 6 женщин), в Солигаличе 226 человек (126 мужчин, 100 женщин).
К концу 1860-х гг. дворянское сословие в уезде резко сократилось, некоторые дворяне переселились из своих усадеб в город, многие обедневшие дворяне были переписаны в мещане. В уезде было 294 потомственных (133 мужчины, 161 женщина) и 36 личных (17 мужчин, 19 женщин) дворян, в Солигаличе 146 потомственных (65 мужчин, 81 женщина) и 51 личный (29 мужчин, 23 женщины) дворянин. В этот же период в уезде проживало 26 лиц купеческого сословия (12 мужчин, 14 женщин), в Солигаличе — 134 (66 мужчин, 68 женщин).
По данным переписи 1897 года в уезде проживало 62 543 чел. В том числе русские — 99,9 %. В уездном городе Солигаличе проживало 3 419 чел.
К концу XIX в., по данным первой переписи населения Российской империи, в уезде проживало 404 потомственных (167 мужчин, 237 женщин) и 311 личных (137 мужчин, 174 женщины) дворян, в Солигаличе 64 потомственных (32 мужчины, 32 женщины) и 201 личный (92 мужчины, 109 женщин) дворянин. Количество купцов в уезде увеличилось до 177 (78 мужчин, 99 женщин), в Солигаличе изменилось незначительно — 146 человек (66 мужчин, 80 женщин). Основное население уезда составляли крестьяне — по данным переписи их было 57446 человек (24770 мужчин, 32676 женщин). В Солигаличе проживало 1182 крестьянина (571 мужчина, 611 женщин).
По итогам всесоюзной переписи населения 1926 года население уезда составило 62 849 человек, из них городское (город Солигалич) — 3 479 человек.

## Экономика
В 1898 г. в уезде было 69 фабрик и заводов, на которых было занято 138[уточнить] рабочих. Объём производства составлял 47107 руб. Из них 1 винокуренный завод вырабатывал на 31318 руб.; остальные заведения (маслобойни, кирпичные и овчинные заводы, смолокурни, кузницы и др.) носили характер домашнего производства. Торговля была незначительна и носила мелочной характер; еженедельные базары, кроме уездного города, бывали в четырёх селениях. Почтовое отделение в с. Корцове. Православных церквей 50. 1 уездное училище. 1 двухклассное училище, 2 однокл. мин. нар. просв. и 15 земских школ. Земская больница в городе Солигалич и 1 приёмный покой в уезде, участковых врачей 3. По смете на 1895 г., всех земских доходов исчислено 57344 руб. (из них с земель более 48 тыс. руб.), а расходов 57344, руб., в том числе на содержание управы 5336 руб., на школьное дело 5400 руб. и на медицину 11933 руб.

## Власть
- 1851:
  - Городничий г. Солигалич — титулярный советник Григоров.
  - Уездный предводитель дворянства — капитан Дмитрий Сергеевич Куприянов.[7]
- 1857:
  - Городничий г. Солигалич — майор Иосиф Иванович Малышицкий.
  - Уездный предводитель дворянства — надворный советник Василий Павлович Щулепников.[8]
- 1873—1889:
  - Уездный предводитель дворянства — лейтенант флота, действительный статский советник (1899) Виктор Никанорович Марин.

## Достопримечательности

### Церкви и монастыри Солигаличского уезда
- Богородицкий Феодоровский монастырь
- Преображенская церковь в селе Гусево

### Усадьбы Солигаличского уезда
- Соколово — усадьба выстроенная Виктором Никаноровичем Мариным, уездным предводителем дворянства, лейтенантом флота, действительным статский советником. Также ему принадлежало имение Погарь. Его сын — Николай Викторович, член Государственного совета по выборам.
- Счастливое — Плещеевская волост, после 1862 г. принадлежала дворянам Маринам.
- Бельково — родовое имение Шиповых (П. А. Шипов был в конце XVIII века уездным предводителем дворянства; его сыновья — участники Отечественной войны 1812 года генералы И. П. Шипов (1793—1845) и С. П. Шипов (1790—1876).
- Дракино — родина адмирала Г. И. Невельского.
- Нероново — усадьба Черевиных[9]. Портрет Елизаветы Петровны Черевиной (работы Г. С. Островского, 1773) находится в коллекции Солигаличского музея.
- Федосово — родина вице-адмирала И. А. Купреянова, участника первой русской антарктической экспедиции 1819—1821.

## Известные уроженцы Солигаличского уезда
- Книгоиздатель Иван Дмитриевич Сытин